# Monticello (Indiana)
Monticello es una ciudad ubicada en el condado de White, Indiana, Estados Unidos. Tiene una población estimada, a mediados de 2021, de 5536 habitantes.
Es la sede del condado. 

## Geografía
La localidad está ubicada en las coordenadas 40°44′43″N 86°46′2″O / 40.74528, -86.76722. Según la Oficina del Censo de los Estados Unidos, tiene una superficie total de 9.53 km², de la cual 8.98 km² corresponden a tierra firme y 0.55 km² están cubiertos por agua.

## Demografía
Según el censo de 2020, en ese momento había 5508 personas residiendo en Monticello. La densidad de población era de 613.36 hab./km². El 83.8% de los habitantes eran blancos, el 0.8% eran afroamericanos, el 0.3% eran amerindios, el 0.5% eran asiáticos, el 7.0% eran de otras razas y el 7.6% eran de una mezcla de razas. Del total de la población, el 13.5% eran hispanos o latinos de cualquier raza.

## Turismo

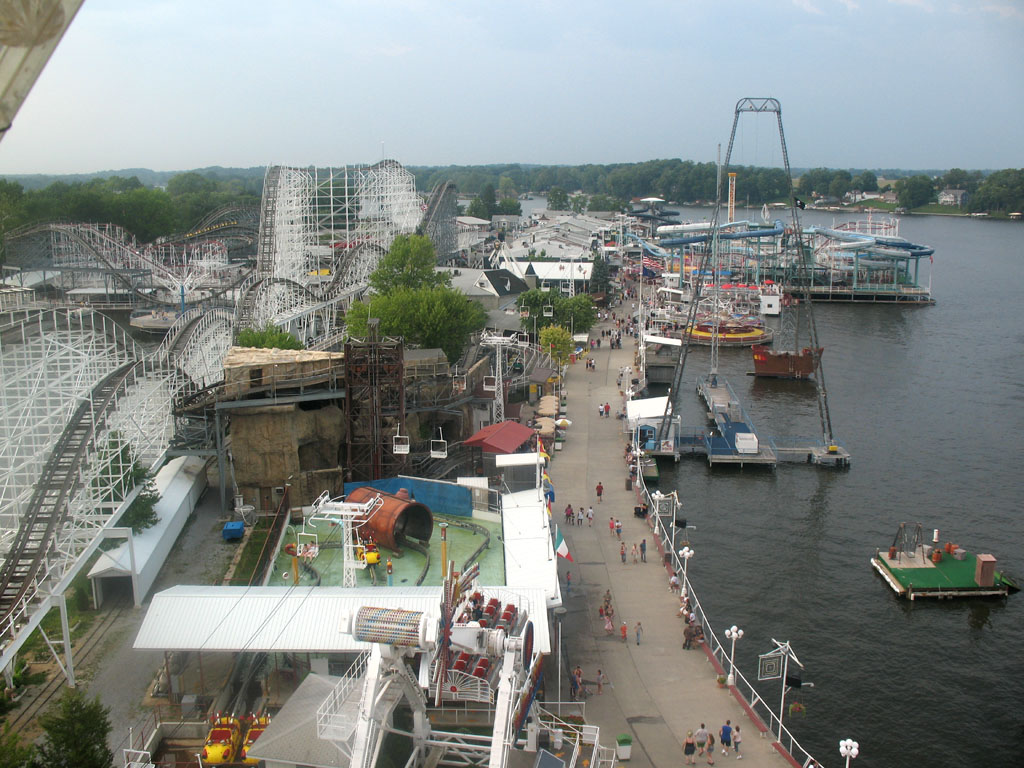
Indiana Beach

La ubicación de Monticello entre los lagos Shafer y Freeman y el parque de atracciones Indiana Beach han generado una industria turística próspera, que juega un papel importante en la economía de la ciudad.
En 2020 se anunció el cierre definitivo de Indiana Beach, pero el condado de White aportó tres millones de dólares a sus nuevos propietarios para su reapertura con la condición de que se hiciera efectiva en el año.
Finalmente, la reapertura se concretó recién en mayo de 2021, debido a las restricciones por la pandemia originada por el COVID-19.